# بروسنیک (ایوانگیتسا)
بروسنیک (به صربی: Brusnik) یک روستا در صربستان است که در ایوانئیتسا واقع شده‌است. بروسنیک ۵۲٫۷۰ کیلومتر مربع مساحت و ۳۵۳ نفر جمعیت دارد.